# Херман Оскар Прокопе
Херман Оскар Прокопе (на фински: Herman Oskar Procopé) е финландски офицер (генерал от пехотата) на служба на Руската империя.
Роден е на 6 февруари 1841 година в Миетойнен, днес част от Мюнямяки, в семейството на съдия. Негов по-голям брат е генерал Виктор Наполеон Прокопе. През 1859 година завършва Финландския кадетски корпус, след което служи в 1-ви лейбгренадирски екатеринославски полк в Москва (1861 – 1863) и Финландския лейбгвардейски полк в Санкт Петербург (1863 – 1881), участва в потушаването на Полското въстание. През Руско-турската война се проявява в боевете при Пловдив. Служи до уволнението си през 1904 година, достигайки до пост на командващ дивизия.
Херман Оскар Прокопе умира на 22 септември 1905 година в Санкт Петербург.